# Sonia Lupien
Sonia Lupien est une neuroscientifique canadienne née en 1965. Elle est professeure titulaire à la Faculté de médecine de l’Université de Montréal et directrice du Centre d'études sur le stress humain de l'Institut universitaire en santé mentale de Montréal. Ses travaux de recherche portent sur le mécanisme du stress humain ainsi que ses effets sur le cerveau.

## Biographie
Sonia Lupien détient un B.Sc. (1987) et un M.Sc. en psychologie (1989) de même qu’un Ph.D. en neurosciences (1993) de l’Université de Montréal sous la direction de André Roch Lecours. Elle a complété des stages post-doctoraux à l’université de Californie à San Diego et à l'université Rockefeller de New York. Elle a été présidente de l’International Society of Psychoneuroendocrinology pour la période de 2017 à 2020.
Sonia Lupien fait partie des 20 scientifiques québécoises mises en lumière dans un ouvrage paru en 2021.

## Recherches
Sonia Lupien étudie les effets des hormones de stress sur le cerveau humain, le comportement et la cognition selon l'âge, de la période prénatale à la vieillesse. Lors d'une exposition chronique au stress ou au moment un épisode de stress aigu, l'impact sur différentes régions du cerveau variera selon que celui-ci est en développement ou en déclin. 
En 2011, elle fait partie des chercheurs impliqués dans la création de la Biobanque Signature de l'Institut universitaire en santé mentale de Montréal. 
Mme Lupien participe au développement de programmes et d'applications mobiles pour faciliter la réduction et la gestion du stress chez diverses clientèles, notamment chez les élèves du secondaire et en milieu de travail.
Elle est l’auteure de plus de 170 articles scientifiques répertoriés dans la base de données PubMed et a dirigé les thèses ou mémoires de plusieurs étudiants. Elle a également publié les ouvrages de vulgarisation scientifique Par amour du stress en 2010, 2e édition en 2020 et À chacun son stress en 2019, puis Le stress au travail vs le stress du travail en 2023.
Sonia Lupien est titulaire de la chaire de recherche du Canada sur le stress humain depuis 2018.

## Œuvres

### Livres
- Par amour du stress : Des conclusions scientifiques. Une présentation facile., Les Éditions au Carré inc., 2010, 274 p. (ISBN 978-2-923335-25-4)
- À chacun son stress : Les effets du stress sur le développement du cerveau de l'enfant. Les effets de débordement du stress parental sur l'enfant. Que faire pour prévenir cela., Les Éditions Va Savoir, 2019, 336 p. (ISBN 978-2-9817839-0-5)
- Par amour du stress : 2e édition revue et augmentée., Les Éditions Va Savoir, 2020, 330 p. (ISBN 978-2-9817839-5-0)
- Le stress au travail vs le stress du travail, Les Éditions Va Savoir, 2023 (ISBN 978-2-982-04956-7)

## Honneurs
- 2018 - Prix Acfas Jacques-Rousseau[13]
- 2018 - Prix Femmes de mérite (Services publics), Fondation Y des femmes[14]
- 2003 - Honor Roll – Ten Canadians Who Make a Difference, MacLean’s[15]
- 2003 - Top Forty/Under Forty, Report on Business Magazine[16]
- 1999 - Top 50 des moins de 40 ans, Commerce[17]